# Victor Colicchio
Victor Colicchio (New York, 1953) è un attore, sceneggiatore e musicista statunitense.

## Biografia
È nato e cresciuto nella Little Italy del Bronx (1953-1970) e si è poi trasferito definitivamente a Manhattan nel Village.
Negli anni '70 ebbe una parentesi come attore nell'emergente mercato pornografico con lo pseudonimo Pepe Valentine.
Tra i suoi crediti come sceneggiatore figurano S.O.S. Summer of Sam, co-sceneggiato con l'autore ed amico Michael Imperioli e High Times Potluck. Da attore, ha tra gli altri recitato ne Il buio nell'anima, Inside Man, Pallottole su Broadway, I Soprano e in diversi episodi di Law & Order. Ha anche recitato la parte di Slick Rick nella serie TV New York Undercover.

## Filmografia

### Attore

#### Cinema
- L'inferno di una donna (Through the Looking Glass), regia di Jonas Middleton (1976)
- Blowdry, regia di David Secter (1976)
- French-Teen, regia di Jack Bravman (1977)
- Punk Rock, regia di Carter Stevens (1977)
- Goduria carnale (Inside Jennifer Welles), regia di Jennifer Welles (1977)
- Joint Venture, regia di Gerard Damiano (1977)
- Honeymoon Haven, regia di Carter Stevens (1977)
- High School Bunnies, regia di John Christopher (1978)
- Chorus Call, regia di Antonio Shepherd (1978)
- Quel dolce corpo di Fiona (Fiona on Fire), regia di Kenneth Schwartz (1978)
- Daughters of Discipline, regia di Shaun Costello (1978)
- Blonde Ambition, regia di John Amero e Lem Amero (1981)
- Servizio... a domicilio (Delivery Boys), regia di Ken Handler (1985)
- Mr. Crocodile Dundee II ('Crocodile' Dundee II), regia di John Cornell (1988)
- The Luckiest Man in the World, regia di Frank D. Gilroy (1989)
- Terzo grado (Q & A), regia di Sidney Lumet (1990)
- Il cacciatore di taglie (Street Hunter), regia di John A. Gallagher (1990)
- Cambio d'identità (True Identity), regia di Charles Lane (1991)
- Men Lie, regia di John A. Gallagher (1994)
- Pallottole su Broadway (Bullets Over Broadway), regia di Woody Allen (1994)
- Sweet Nothing, regia di Gary Winick (1995)
- The Keeper, regia di Joe Brewster (1995)
- West New York, regia di Phil Gallo (1996)
- Arresting Gena, regia di Hannah Weyer (1997)
- Loose Women, regia di Paul F. Bernard (1997)
- The Deli, regia di John A. Gallagher (1997)
- Better Than Ever, regia di Uzo (1997)
- Celebrity, regia di Woody Allen (1998)
- Gioco d'amore (For Love of the Game), regia di Sam Raimi (1999)
- Reveille, regia di Bruce Bennett (2001) - cortometraggio
- Friends and Family, regia di Kristen Coury (2001)
- Four Deadly Reasons, regia di Paul Borghese (2002)
- Tinsel Town, regia di Ken Del Vecchio (2005)
- Inside Man, regia di Spike Lee (2006)
- Il buio nell'anima (The Brave One), regia di Neil Jordan (2007)
- Mattie Fresno and the Holoflux Universe, regia di Phil Gallo (2007)
- Motherhood - Il bello di essere mamma (Motherhood), regia di Katherine Dieckmann (2009)
- Rompicapo a New York (Casse-tête chinois), regia di Cédric Klapisch (2013)
- Long Shot Louie, regia di John Bianco (2013)
- Charlie, regia di Keith Lynch (2014) - cortometraggio
- Sam, regia di Nicholas Brooks (2015)
- Laugh Killer Laugh, regia di Kamal Ahmed (2015)
- The Networker, regia di John A. Gallagher (2015)
- Hungry, regia di Jillie Simon e Thomas Simon (2015)
- American Fango, regia di Gabriele Altobelli (2017)
- BlacKkKlansman, regia di Spike Lee (2018)
- Sarah Q, regia di John A. Gallagher (2018)
- Brawler, regia di Ken Kushner (2018)

#### Televisione
- Omicidio a Manhattan (Exiled), regia di Jean de Segonzac (1998)

#### Serie TV
- Dream Street – serie TV, episodi 1x1 (1989)
- New York Undercover – serie TV, 7 episodi (1994-1995)
- I Soprano (The Sopranos) – serie TV, episodi 1x2 (1999)
- The Beat – serie TV, episodi 1x1 (2000)
- Prince Street – serie TV, episodi 1x5-1x6 (2000)
- Squadra emergenza (Third Watch) – serie TV, episodi 2x4-2x12 (2000-2001)
- Law & Order: Criminal Intent – serie TV, episodi 1x17 (2002)
- Law & Order - Unità vittime speciali (Law & Order: Special Victims Unit) – serie TV, episodi 4x13 (2003)
- Law & Order - I due volti della giustizia (Law & Order) – serie TV, episodi 4x17-9x3-18x14 (1994-2008)
- The Unusuals - I soliti sospetti (The Unusuals) – serie TV, episodi 1x6 (2009)

### Attore e sceneggiatore

#### Cinema
- S.O.S. Summer of Sam - Panico a New York (Summer of Sam), regia di Spike Lee (1999)
- High Times Potluck, regia di Alison Thompson (2002)